# USS Wake Island
L'USS Wake Island (CVE-65) est un porte-avions d'escorte de la classe Casablanca construit pour l'United States Navy pendant la Seconde Guerre mondiale.

## Conception
Au début de l'été 1942, le propriétaire des Kaiser Shipyards Henry John Kaiser propose à l'United States Navy de lui livrer une centaine de porte-avions d'escorte, grâce à sa technique de production de masse. En effet, spécialiste du genre, Kaiser maîtrise déjà la production de grandes quantités de navires marchands, et il projette de l'adapter aux navires de guerre. Le Président Roosevelt se montre intéressé, et un contrat pour 50 unités est signé avec Kaiser. Ainsi, la période de construction des dix premiers navires s'étend de 241 à 287 jours, alors que celle des dix derniers s'étale de 101 à 112 jours. Visuellement, la classe Casablanca ressemble à la classe Bogue, mais elle est plus légère, plus rapide, et dispose de deux hélices. La conception est entièrement différente, la classe Bogue étant construite à partir de cargos transformés, alors que la classe Casablanca est construite dans ce but.

## Histoire
La construction du Wake Island commence le 6 février 1943 à Vancouver. Lancé le 15 septembre 1943, le porte-avions entre en service le 7 novembre 1943, aux ordres du capitaine Tague. De janvier à mai 1944 il transporte du matériel et des hommes à Karachi. À partir de juin, il intègre un groupe de chasse aux sous-marins et embarque à son bord le groupe aérien VC-58. Le 2 juillet, un de ses Avenger coule l'U-Boot U 543 au large de Tenerife. En août, le Wake Island escorte un convoi transatlantique avant d'être utilisé pour entraîner les pilotes au large de Quonset Point (en) jusqu'au mois d'octobre. Au mois de décembre il rejoint le théâtre du Pacifique et participe aux opérations aux Philippines de janvier à mars 1945. À partir du 14 février, le Wake Island participe à la bataille d'Iwo Jima. Ses avions bombardent Iwo Jima pendant plusieurs jours et participent à des patrouilles anti-sous-marines : le 5 mars, le navire est félicité par le contre-amiral Sprague. Après avoir rallié Ulithi le 14 mars, le porte-avions rejoint les forces d'invasion d'Okinawa. Il participe ainsi à la bataille d'Okinawa avant d'être endommagé le 3 avril par deux kamikazes qui le ratent de peu. Du 6 avril au 6 juin il quitte le théâtre des opérations pour subir des réparations à Apra Harbor et ravitailler à Kerama. Le 10 juillet il quitte Okinawa et rejoint Pearl Harbor, avant d'arriver à San Diego le 25. Il sert ensuite de navire d'entraînement avant d'être désarmé le 6 avril 1946. Il est finalement vendu pour démolition le 19 avril.